# Nuncia grandis
Nuncia grandis är en spindeldjursart som beskrevs av Forster 1954. Nuncia grandis ingår i släktet Nuncia och familjen Triaenonychidae. Inga underarter finns listade i Catalogue of Life.